# Choteč (district de Jičín)
Pour les articles homonymes, voir Choteč.
Choteč (en allemand : Chotsch) est une commune du district de Jičín, dans la région de Hradec Králové, en Tchéquie. Sa population s'élevait à 212 habitants en 2022.

## Géographie
Choteč se trouve à 5 km à l'ouest de Lázně Bělohrad, à 11 km à l'est de Jičín, à 34 km au nord-ouest de Hradec Králové et à 87 km au nord-est de Prague.
La commune est limitée au nord par Nová Paka, à l'est par Lázně Bělohrad et Svatojanský Újezd, au sud par Mlázovice et à l'ouest par Konecchlumí et Lužany.

## Histoire
La première mention écrite de la localité remonte à 1356.

## Galerie

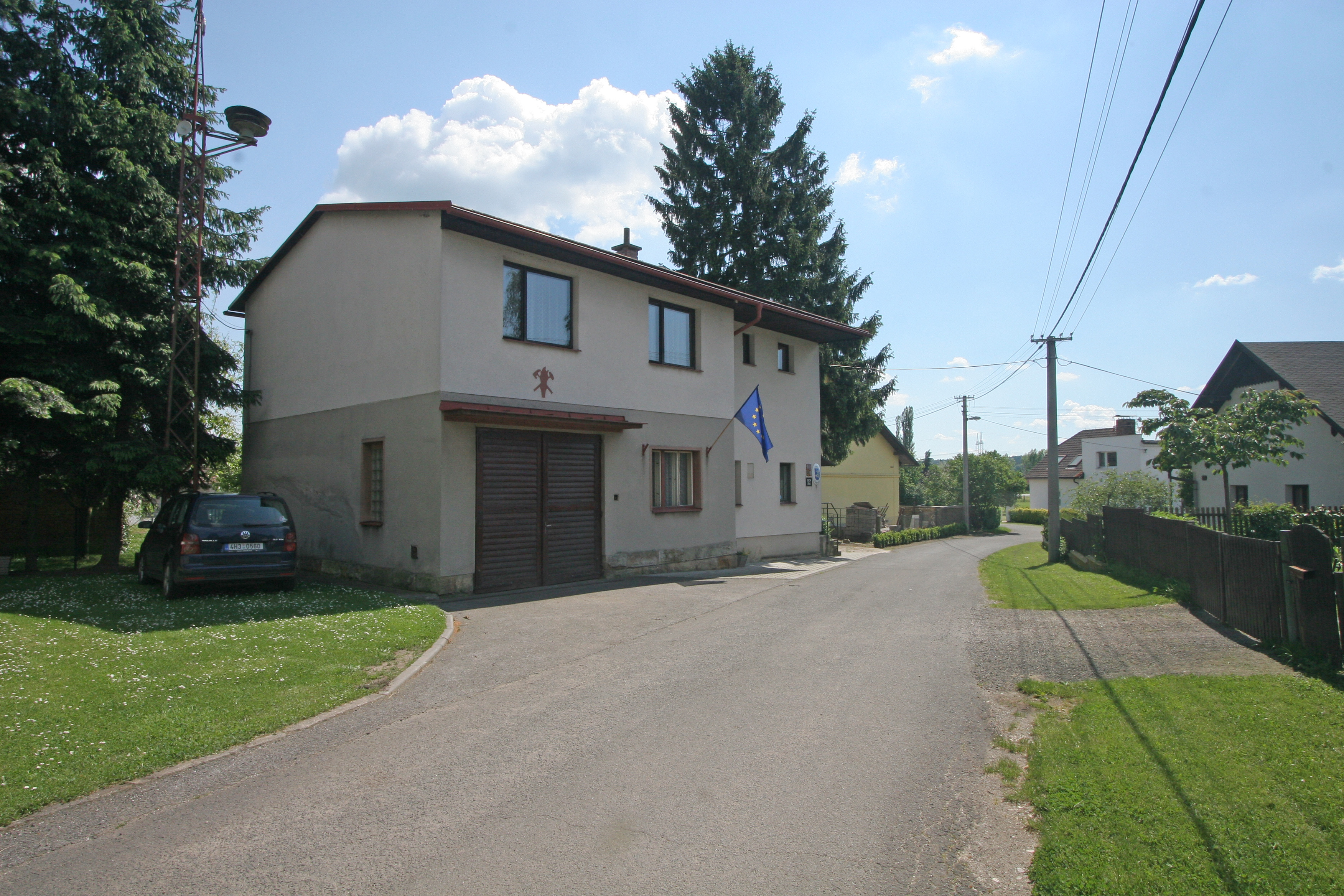
Choteč : la mairie.
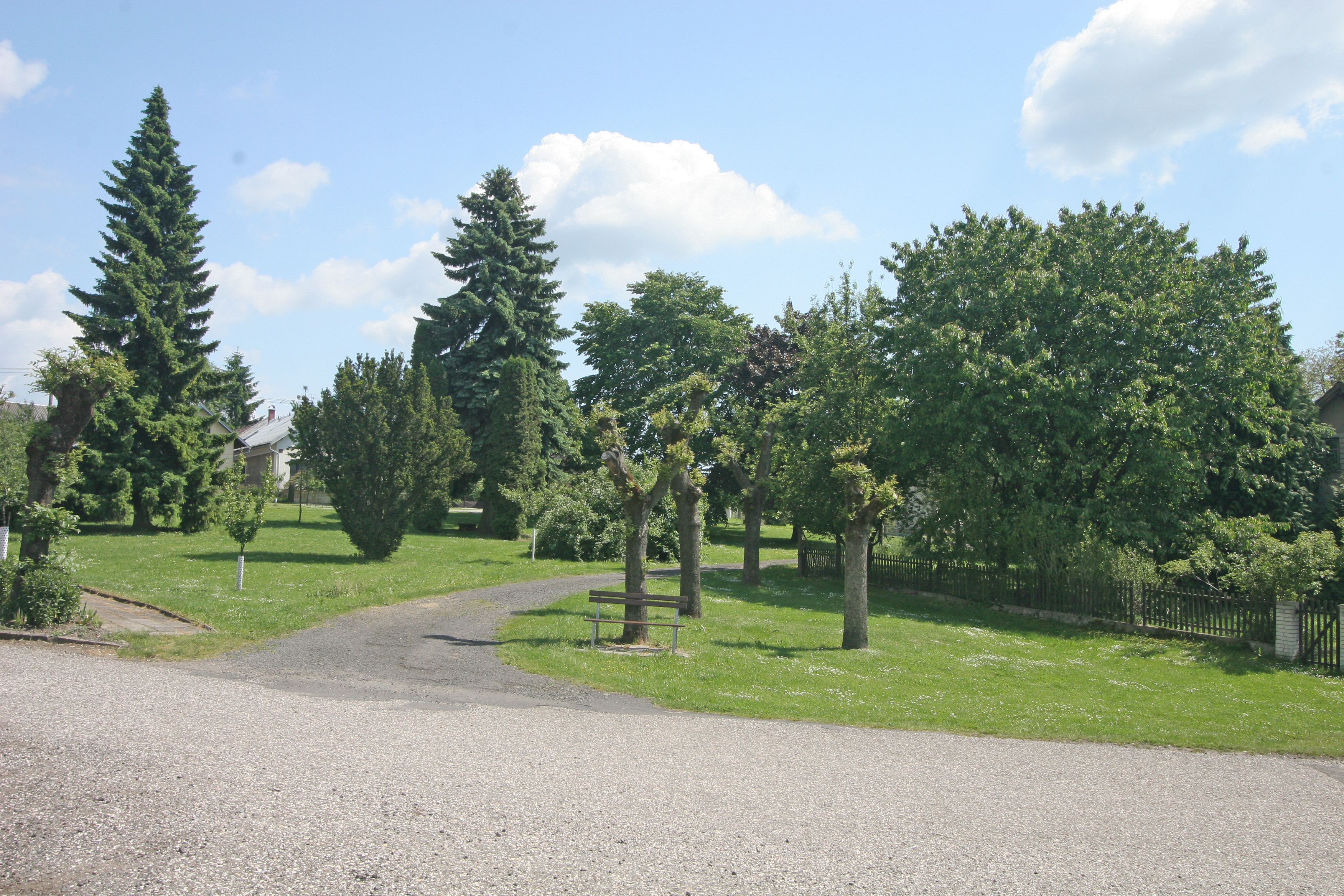
Centre de Choteč.

## Transports
Par la route, Choteč se trouve à 13 km de Jičín, à 42 km de Hradec Králové et à 108 km de Prague. 